# Karl Stojka
Karl Stojka (* 20. April 1931 in Wampersdorf; † 10. April 2003 in Wien) war ein österreichischer Künstler und Porajmos-Überlebender aus der Volksgruppe der Roma.

## Leben
Karl Stojka wurde als viertes von sechs Kindern einer katholischen Roma-Familie im Wohnwagen geboren. Seine Eltern gehörten der Lovara-Untergruppe an, einer Romagruppe, welche in Österreich seit dem 19. Jahrhundert meist als Pferdehändler lebte.
Karl Stojkas Vater wurde 1941 in das Dachauer Konzentrationslager deportiert und Ende desselben Jahres auf Schloss Hartheim ermordet. Darauf folgte eine Deportation seiner Familie in andere Konzentrationslager. Als Elfjähriger wurde er am 3. März 1943 von den Nationalsozialisten verhaftet und am 31. März 1943 in das Konzentrationslager von Auschwitz-Birkenau transportiert, wo er in das dort eingerichtete Zigeuner-Familienlager eingewiesen wurde. Stojka wurde seines Namens beraubt und erhielt die Nummer Z5742, die ihm in den linken Unterarm eintätowiert wurde. Sein sechsjähriger Bruder Josef (Ossi) starb an mangelnder medizinischer Hilfe und an Hunger, wie Karl Stojka selbst berichtete.
Karl Stojka lebte nach dem Zweiten Weltkrieg stationsweise in Österreich und in den USA. Im Jahr 1985 begann er als Autodidakt mit der Malerei. In seinen Bildern drückte er seine Lebensgeschichte als verfolgter Roma aus. Zudem gab er Ausstellungen mit über 80 Bildern in Japan, den USA und in Europa. 1994 erschien seine Autobiographie Auf der ganzen Welt zu Hause. Bis kurz vor seinem Tod war Stojka als Zeitzeuge aktiv und berichtete u. a. den Studierenden der Universität Wien über seine Erlebnisse in der Zeit des Nationalsozialismus.
Stojka wurde in Wien auf dem Meidlinger Friedhof (Gruppe 1, Reihe 7, Nummer 129) bestattet.
Karl Stojka war der Bruder von Ceija Stojka und Mongo Stojka und der Vater des Jazzmusikers Karl Ratzer.

## Werke
- Auf der ganzen Welt zu Hause, Wien 1994.

## Publikationen
- Wo sind sie geblieben...? Geschunden gequält, getötet. Gesichter und Geschichten von Roma, Sinti und Juden aus den Konzentrationslagern des Dritten Reiches. Hrsg. von Sonja Haderer-Stippel und Peter Gstettner; Ed. lex liszt 12, Oberwart 2003, ISBN 3-901757-29-5.